# Стрілецька балка
Стрілецька балка розташована в Севастополі, починається біля Фіолентовського шосе та впадає в однойменну бухту, від якої отримала назву. Балкою проходить кордон між мікрорайонами Стрілецька бухта та Льотчики.
У верхів'ї балки розміщені залишки садибної хори давнього Херсонеса.